# Association sportive Bondy 93
L'AS Bondy 93 est un club français de basket-ball évoluant à un niveau départemental, mais ayant évolué une saison en championnat de France de Pro B. Le club, section du club omnisports de l'Association sportive de Bondy, est issu de la ville de Bondy.

## Histoire
Un club issu de l'amateurisme qui a atteint le haut niveau grâce à son entraîneur emblématique Savo Vučević qui laisse le club après un départ malgré la montée en Pro B en 1999....Le club a essayé tant bien que mal de se maintenir, mais des problèmes internes, un nouvel entraîneur peu expérimenté et la recherche d'autonomie financière insuffisante ont incité la ville et le Conseil Général à se désengager...

## Palmarès
- 1998 : Champion de Nationale 1
- 2009 : 8e du championnat de France minimes

## Entraîneurs successifs
- Savo Vučević : 1990-1991 (féminines), puis 1991-2001 (masculins)
- Germain Fidami

## Présidents successifs
- René Lozach
- Frédéric Pfeferberg(pro B)
- Serge Fée
- Ahmid El Mestari

## Joueurs célèbres ou marquants
- Steeve Bourgeois
- Bernard Gaston
- Mamoutou Diarra
- Kwame James
- Nikola Dačević
- Vincent Masingue
- Régis Racine
- Marcus Wilson
- Charles-Henri Grétouce
- Nikola Antić
- Pascal Fleury
- Nénad Kovacevic
- Franck Tchiloemba
- Eric Bilon
- Fabien Paillard
- Sami Ameziane
- Stéphane Mardé
- Moustafa fofana
- Stéphane Milosevic